# Timanski greben
Timanski greben (rus. Тиманский кряж — Timanski Krjaž) je visoravan na krajnjem sjeveru europske Rusije . Većina Timanskog grebena nalazi se u Republici Komi, ali najsjeverniji dio je u Nenetskom autonomnom okrugu i Arhangelskoj oblasti. Najviša točka na Timanskom grebenu je Četlaski Kamen (471 m).
Timanski greben nalazi se zapadno od sjevernog Uralskog gorja i dio je Istočnoeuropske nizine Leži zapadno od rijeke Pečore i dijeli istočni i zapadni dio Sjevernoruske nizine. Timanski greben završava na sjeveru kod Barentsovog mora.
Timanski greben, koji se nalazi unutar pojasa tajge i tundre, karakterizira planinski teren s brdima, tlom i ledom koji je nastao tijekom ledenih doba. Nekoliko rijeka izvire u Timanskom grebenu; najvažnije su Ižma (pritok Pečore), Mezen i Vičegda (pritok Sjeverne Dvine).
Najveći grad u inače rijetko naseljenom Timanskom grebenu je Uhta, osnovana 1930-ih kako bi se Timanski greben otvorio za vađenje sirovina. U Timanskom grebenu postoje brojna nalazišta minerala - kao što su prirodni plin, nafta, boksit i titanij.
Godine 2022., kao odgovor na rusko-ukrajinski rat, ruski ministar energetike Nikolaj Šulginov započeo je istraživanje nafte kako bi zadovoljio međunarodnu potražnju. Očekuje se da će istraživanje ovog naftnog nalazišta započeti 2023. godine.